# Tiegelteuerlinge
Die Tiegelteuerlinge (Crucibulum) sind eine Pilzgattung aus der Familie der Champignonverwandten. Sie umfasst weltweit drei Arten, von denen eine, der Gemeine Tiegelteuerling (Crucibulum laeve) in Deutschland vorkommt. Von manchen Autoren wird allerdings auch nur diese eine Art anerkannt. Die Pilze leben als Saprobionten auf morschem Holz und Pflanzenresten.

## Merkmale

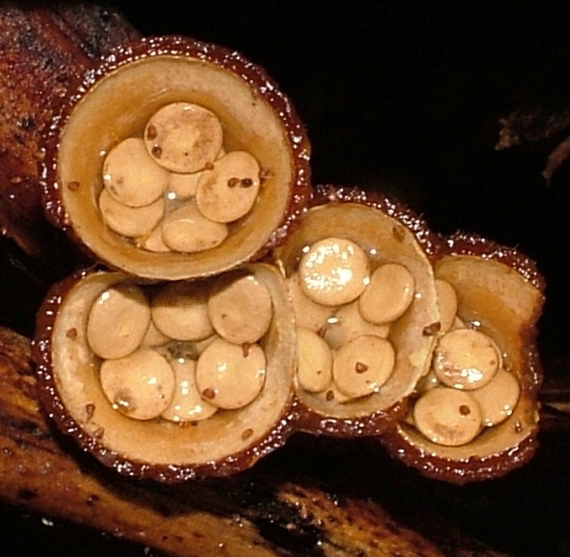
Blick in die geöffneten Fruchtkörper des Gemeinen Tiegelteuerlings mit den linsenförmigen Sporenpaketen (Peridiolen)

Die Fruchtkörper bestehen aus einem kleinen Becherchen, das zunächst mit einem weißen Epiphragma verschlossen ist. Sie sind zunächst fast kugelig und später tiegelartig, wobei das Epiphragma bei Reife aufreißt. Außen sind die Becher gelb- bis orangefilzig. Die Hülle (Peridie) ist dick und besteht aus einer einzelnen Schicht. Sie ist außen behaart-filzig sowie anfangs gelblich und zuletzt schwärzlich gefärbt. Die Haare sind stark verzweigt, innen glatt und hell getönt.
Der Innenteil (Gleba) zerfällt in zahlreiche linsen- bis diskusförmige Elemente (Peridiolen). Diese sind weißlich und mit einem einfachen Myzelstrang (Funiculus) an der Peridie befestigt. Der Strang dient später als Haftorgan.
Die Sporen sind ellipsoid und glatt. Sie sitzen ohne Sterigmen an den Basidien.

## Gattungsabgrenzung
Von der verwandten Gattung Cyathus (Teuerlinge) unterscheiden sich die Tiegelteuerlinge durch einfacher gebaute Funiculi (Myzelstränge, die die Peridiolen an die Basis des Fruchtkörpers binden) und Peridien, die bei Cyathus dreischichtig aufgebaut sind. Das Epiphragma der Tiegelteuerlinge ist orangegelb und bildet damit ein gutes makroskopisches Unterscheidungsmerkmal zu Cyathus, deren Epiphragma weißlich oder grau gefärbt ist.